# Fedoriwka (hromada Perwozwaniwka)
Fedoriwka (ukr. Федорівка) – wieś na Ukrainie, w obwodzie kirowohradzkim, w rejonie kropywnyckim, w hromadzie Perwozwaniwka. W 2001 liczyła 734 mieszkańców.